# Миддендорфова перловица Дулькейт
Миддендо́рфова перло́вица Дулькейт (лат. Middendorffinaia dulkeitiana) — вид пресноводных двустворчатых моллюсков.
Территория обитания ограничена бассейном реки Раздольная в Южном Приморье. Встречается преимущественно на реке Комаровка, левом притоке реки Раздольная.
Из-за загрязнения нижнего течения рек Комаровка (до 1972 года — Супутинка) и Раздольная среда обитания Middendorffinaia dulkeitiana деградировала, что привело к резкому сокращению их численности.

## Описание раковины
Раковина Middendorffinaia dulkeitiana — овально-трапецевидной формы с полстыми створками, сильно выпуклая. Передние мускульные отпечатки на створках раковины глубокие, ярко выраженные, задние отпечатки — неглубокие но по размеру крупнее передних.

## Название
Миддендорфова перловица Дулькейт названа в честь доктора биологических наук Георгия Джеймсовича (Джемсовича) Дулькейта (1896—1988), который работал начальником экспедиции Дальрыба на Шантарских островах.